# Finale Europacup I 1964
De finale van de Europacup I van het seizoen 1963/64 werd gehouden op 27 mei 1964 in het Praterstadion in Wenen. Real Madrid stond al voor de zevende keer in de finale. De Spaanse recordhouders mochten het in Oostenrijk opnemen tegen Internazionale. De Italianen wonnen, waardoor er voor de tweede keer op rij een club uit Milaan de beker met de grote oren in ontvangst mocht nemen.

## Wedstrijd
|             |                             |       |             |                                                                                    |
| 27 mei 1964 | Internazionale              | 3 – 1 | Real Madrid | Praterstadion, Wenen Toeschouwers: 71.333 Scheidsrechter: Josef Stoll (Oostenrijk) |
| 27 mei 1964 | Mazzola 43', 76' Milani 61' |       | Felo 70'    | Praterstadion, Wenen Toeschouwers: 71.333 Scheidsrechter: Josef Stoll (Oostenrijk) |

| Inter | Real Madrid |

| Internazionale: |    |                    |
|                 |    |                    |
| GK              | 1  | Giuliano Sarti     |
| DF              | 6  | Armando Picchi     |
| DF              | 5  | Aristide Guarneri  |
| DF              | 2  | Tarcisio Burgnich  |
| DF              | 3  | Giacinto Facchetti |
| MF              | 4  | Carlo Tagnin       |
| MF              | 8  | Sandro Mazzola     |
| MF              | 10 | Luis Suárez        |
| FW              | 11 | Mario Corso        |
| FW              | 7  | Jair da Costa      |
| FW              | 9  | Aurelio Milani     |
| Coach:          |    |                    |
| Helenio Herrera |    |                    |

| Real Madrid: |    |                    |
|              |    |                    |
| GK           | 1  | José Vicente       |
| DF           | 5  | José Santamaría    |
| DF           | 6  | Ignacio Zoco       |
| DF           | 2  | Isidro             |
| MF           | 3  | Pachín             |
| MF           | 4  | Lucien Muller      |
| FW           | 9  | Alfredo Di Stéfano |
| FW           | 8  | Felo               |
| FW           | 11 | Francisco Gento    |
| FW           | 7  | Amancio Amaro      |
| FW           | 10 | Ferenc Puskás      |
| Coach:       |    |                    |
| Miguel Muñoz |    |                    |